# العنود بنت مانع الهاجري
شيخة العنود بنت مانع الهاجري (مواليد 1990) هي إحدى أفراد العائلة المالكة القطرية والزوجة الثانية لتميم بن حمد آل ثاني، أمير قطر .
وهي ابنة الشيخ مانع بن عبد الهادي الهاجري الذي شغل منصب السفير القطري في الأردن. تزوجت الشيخة العنود من تميم بن حمد آل ثاني في عام 2009 وهي أم لخمسة من أبناء الأمير. هي صاحبة قصر أربيلجينلر، أغلى بيت في تركيا.

## السيرة الذاتية
العنود بنت مانع الهاجري هي ابنة الشيخ مانع بن عبد الهادي الهاجري، رجل الأعمال الذي شغل منصب سفير دولة قطر لدى المملكة الأردنية الهاشمية. تزوجت من الشيخ تميم بن حمد آل ثاني، أمير قطر وابن الأمير حمد بن خليفة آل ثاني والشيخة موزة بنت ناصر في 3 مارس 2009. وهي الزوجة الثانية للشيخ تميم، حيث تزوج من قريبته الشيخة جواهر بنت حمد بن سحيم آل ثاني في عام 2005. تزوج من زوجة ثالثة هي الشيخة نورة بنت هذال الدوسري عام 2014. وخلف زوجها والده أميراً لقطر في 25 يونيو 2013.

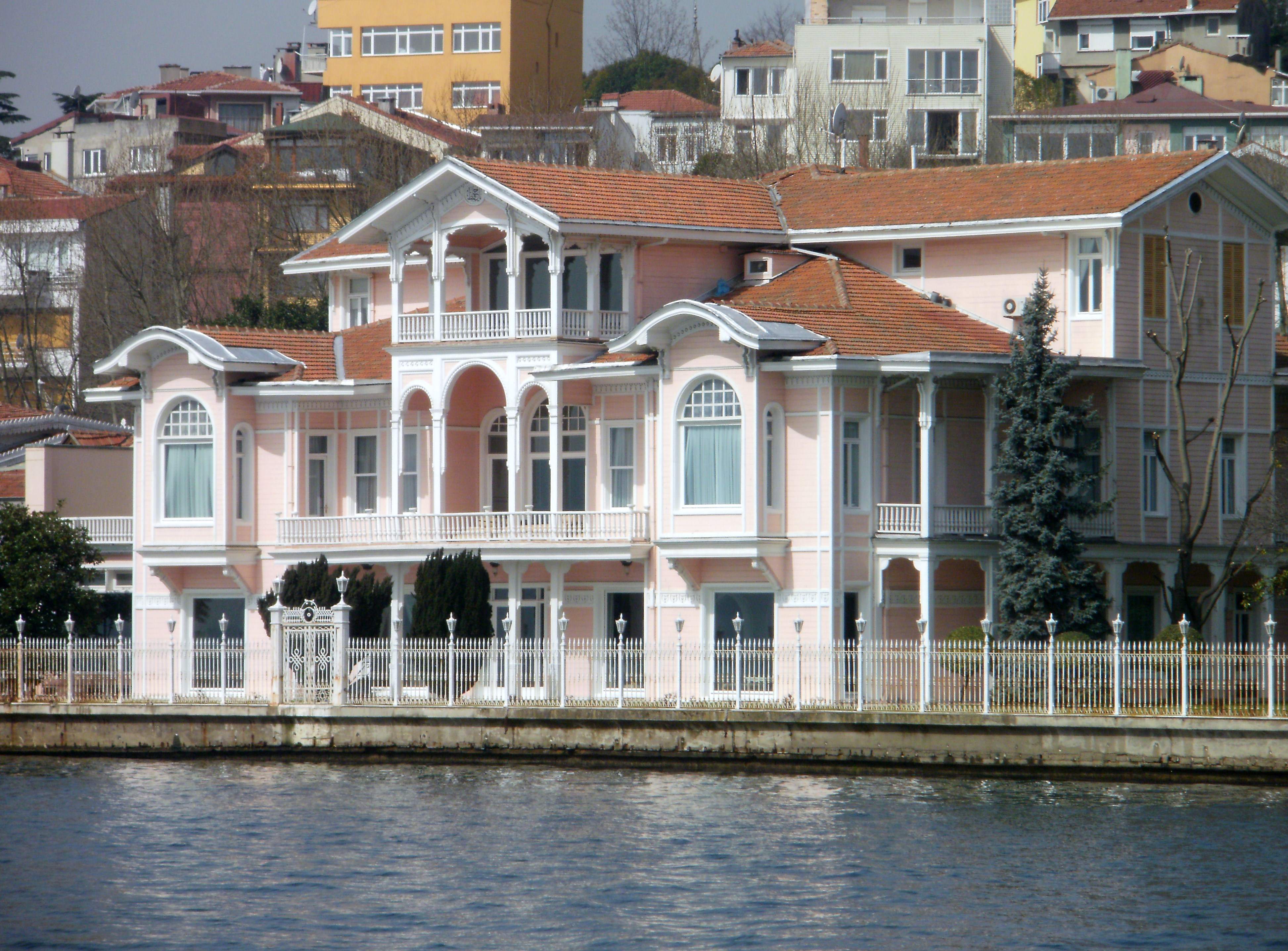
قصر أربيلجينلر، منزل الشيخة العنود في تركيا

لدى الشيخة العنود والأمير خمسة أبناء، ثلاث بنات وولدان:
- الشيخة نايلة بنت تميم آل ثاني (ولدت في 27 مايو 2010)
- الشيخ عبدالله بن تميم آل ثاني (ولد في 29 سبتمبر 2012)
- الشيخة روضة بنت تميم آل ثاني (ولدت في يناير 2014)
- الشيخ القعقاع بن تميم آل ثاني (ولد في 3 أكتوبر 2015)
- الشيخة موزة بنت تميم آل ثاني (ولدت في 19 مايو 2018)

في 15 ديسمبر 2011، واحتفالاً باليوم الوطني، حضرت الشيخة العنود عرض أوبريت وطن الحرية والسلام في مدرسة البيان الابتدائية للبنات في الدوحة.
في عام 2015، دفع الأمير 100 مليون يورو لشراء قصر أربيلجينلر في إسطنبول، وهو أغلى منزل في تركيا، كهدية للشيخة العنود. رسميًا، تم إجراء عملية الشراء لصالح والد الشيخة العنود من قبل شركة عقارات مقرها لندن بهدف إخفاء تورط الأمير. يقع القصر على ضفاف مضيق البوسفور، ويحتوي على 64 غرفة، وتبلغ مساحته 5800 متر مربع.
حيث ترافق سمو الشيخة العنود زوجها سمو الأمير في زيارته الخاصة إلى الدول 